# Presidente Sarney, Maranhão
Presidente Sarney este un oraș în unitatea federativă Maranhão (MA), Brazilia.